# Stará Ves nad Ondřejnicí (zámek)
Stará Ves nad Ondřejnicí je zámek ve stejnojmenné vesnici v okrese Ostrava-město v Moravskoslezském kraji. Zámecký areál je chráněn jako kulturní památka.
Zámek byl založen v renesančním slohu Jarošem Syrakovským z Pěrkova v letech 1665–1670 a dokončen jeho synem Ctiborem Syrakovským. Do konce sedmnáctého století sloužil jako vrchnostenské sídlo, ale později byl využíván jen k hospodářským účelům. Díky tomu se dochoval v autentické renesanční podobě, charakteristické sgrafitovou výzdobou fasád.

## Historie

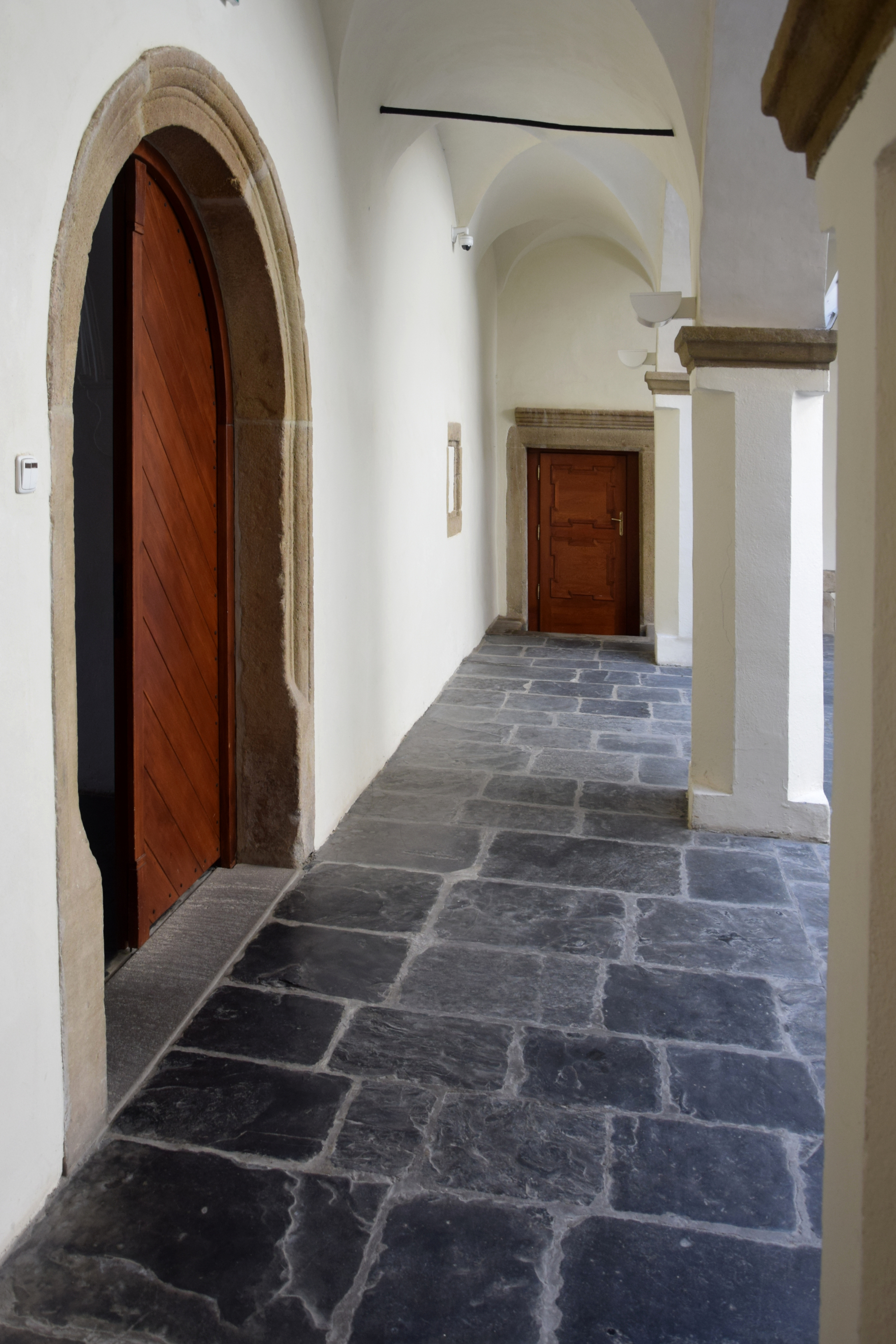
Arkádová chodba

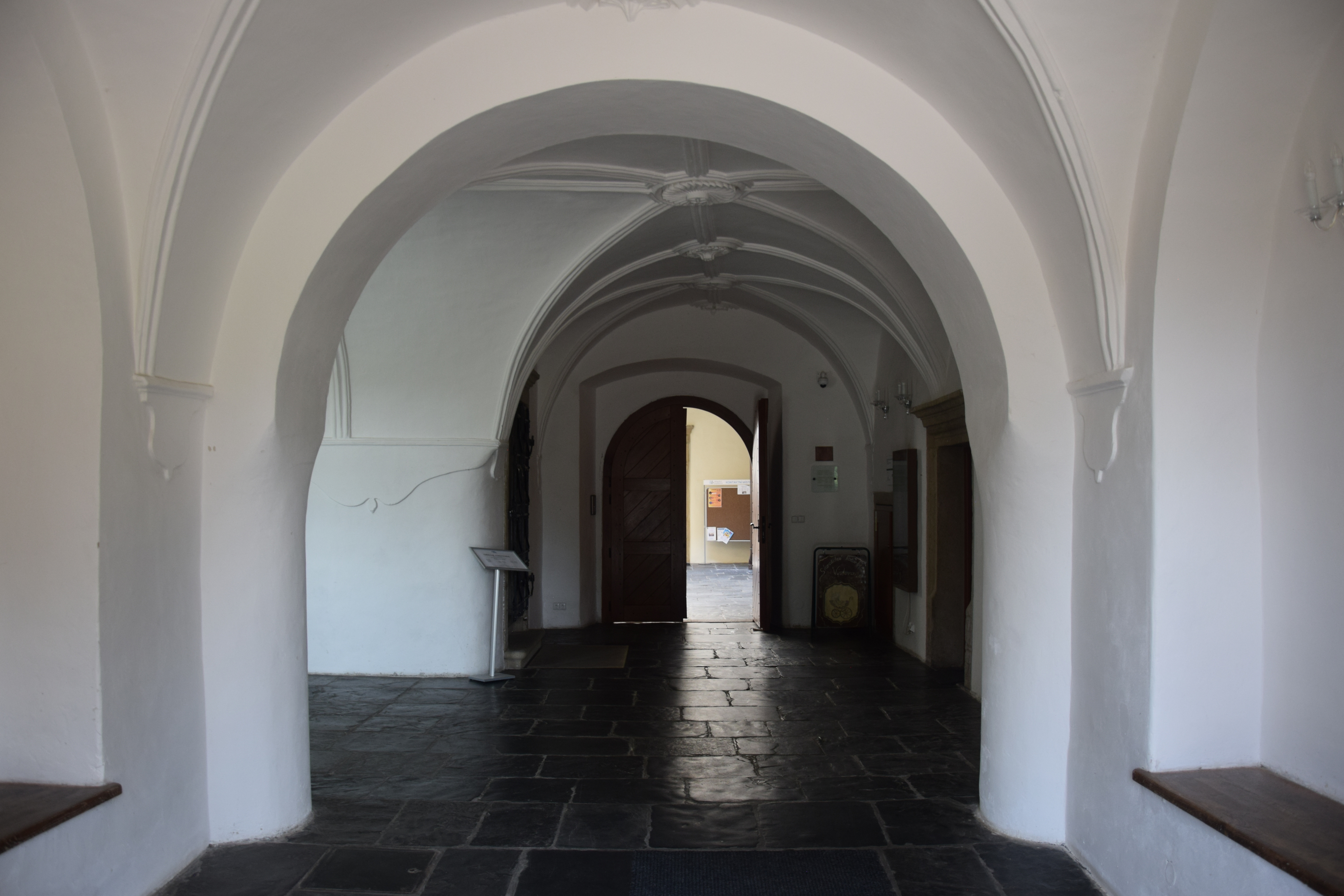
Průjezd

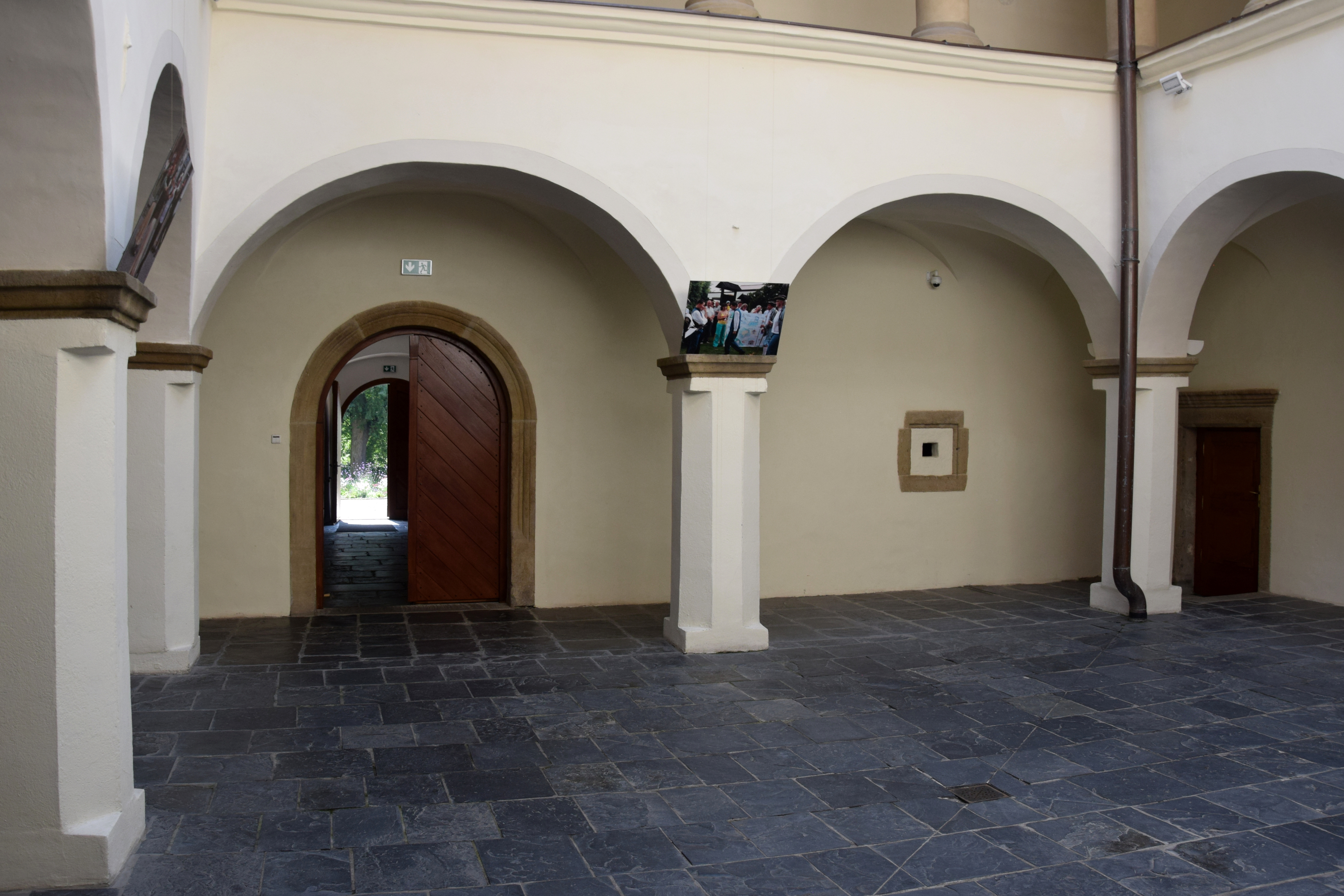
Nádvoří

Původním vrchnostenským sídlem ve Staré Vsi bývala tvrz založená příslušníky rodu z Bruneswerde ve druhé polovině čtrnáctého století. Ta byla manským statkem olomouckého biskupství. Poloha této tvrze je nejasná, ale předpokládá se, že se nacházela v tzv. starém dvoře, zbořeném v padesátých letech dvacátého století. První písemná zmínka o ní pochází z roku 1551, kdy se její správy ujal Bohuš Čeple z Belku. Po jeho smrti v roce 1559 si statek nárokovalo několik šlechticů, protože biskup Marek Khuen z Olomouce v roce 1560 vesnici propustil z poddanství. Následovaly soudní spory, které roku 1564 vyhrál vladyka Jaroš Syrakovský z Pěrkova.

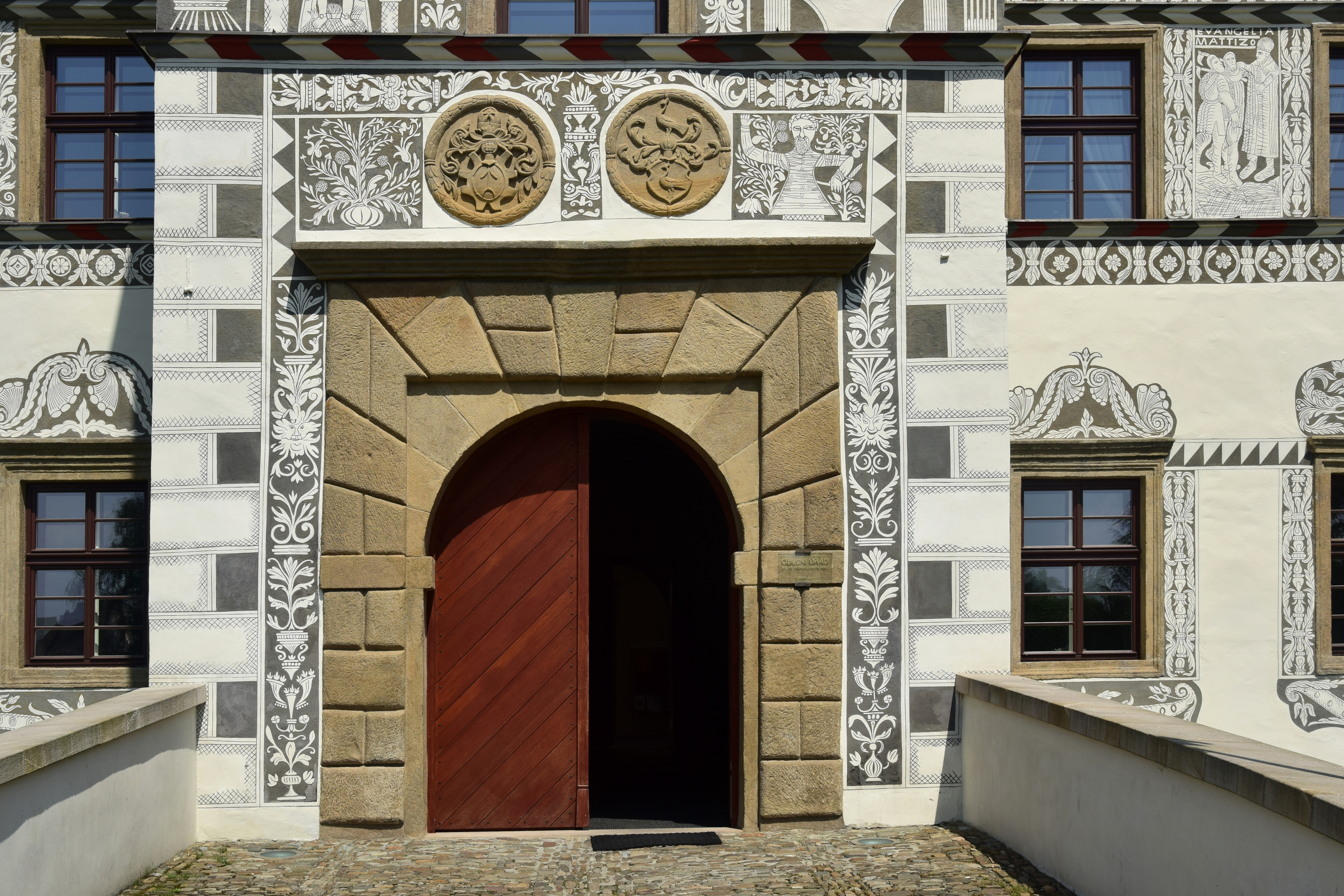
Portál s erby rodu Syrakovských z Pěrkova a Kateřiny Petřvaldské

Nový majitel panství se patrně přestěhoval na starou nevyhovující tvrz, ale vzápětí zahájil výstavbu nového renesančního sídla. Souběžnou existenci zámku a staré tvrze dokládá zápis z roku 1639. Jaroš Syrakovský byl ženatý s Kateřinou Petřvaldskou a zemřel 3. března 1570. Výstavbu zámku dokončil až jejich syn Ctibor Syrakovský z Pěrkova. Autor stavebního projektu je neznámý, ale Jaroš i Ctibor se na olomouckém biskupském dvoře běžně setkávali s řemeslníky a umělci, kteří pracovali na biskupských stavbách. Jaroš také znal Gabriela Vlacha z Příbora, který se podílel na renesančních přístavbách na Hukvaldech. Jaroš se proto mohl s žádostí o projekt obrátit jak na některého Itala, tak na poučeného domácího stavitele.
Ctiborův stejnojmenný syn se dostal do sporů s biskupem Františkem z Ditrichštejna, v jejichž důsledku mu bylo staroveské léno odebráno. Jako jeho nový majitel byl roku 1620 uveden Kryštof Karel Podstatský z Prusinovic. Podle Františka Spurného však byla Stará Ves zkonfiskována Hanuši Syrakovskému za účast na stavovském povstání v letech 1618–1620.
Během třicetileté války zámek údajně roku 1643 obsadili Švédové, kteří jej měli využívat jako základnu při svých výpadech do okolí. Po odvelení části posádky měli vesničané, ukrývající se do té doby v lesích, proniknout do zámku a zbývající Švédy pobít.
Podle popisu z roku 1690 na zámku přetrvávaly škody způsobené dřívějším požárem, a druhé patro zůstávalo neobyvatelné. Do budovy se vcházelo po padacím mostě. Ve středním podlaží se nacházely obytné pokoje, z nichž jeden obývala vdova Anna Podstatská. Běžným nábytkem byly podle inventáře postele, skříně a truhly. V dolním podlaží bývala kuchyně, archiv a knihy uložené v truhle. Kromě toho na zámku bývala rozsáhlá sbírka obrazů. Další požár na zámku vypukl v roce 1704, ale škody byly do následujícího roku opraveny. Při opravách byla zrušena lunetová římsa na vnější fasádě a poškozené sgrafitové omítky byly zakryty novou vybílenou omítkou. Barevně zůstala zdůrazněná jen okrová nebo šedá ostění oken.
V roce 1710 se dědicem Staré Vsi stal Rudolf Magnus Podstatský, syn Karla Šebestiána Podstatského. Rudolf Magnus si za sídlo zvolil zámek v Lešné, který nebyl zatížen lénem. Po jeho smrti v roce 1740 byl pořízen popis zámku ve Staré Vsi. Zámek byl tehdy obklopen suchým příkopem, přes nějž vedl dřevěný most. Budova měla zchátralou střechu krytou šindelem a přízemní okna vybavené železnými mřížemi. Ve vybavení převládaly skříně, truhly a kachlová kamna, postelí bylo uvedeno jen málo. Zmíněno bylo také později zrušené vřetenové schodiště z přízemí do patra nebo rozbitý hodinový stroj. V horním patře sloužila jedna místnost jako sýpka, ale ostatní prostory byly bez využití. Zámek tehdy nesloužil jako vrchnostenské sídlo a z popisu plyne, že byl ve špatném stavu. Dílčí oprava střechy proběhla roku 1745, ale kompletní výměny se střecha dočkala až v roce 1791. V letech 1781 a 1791 je zmiňován úřednický byt v přízemí a sýpka ve středním podlaží. Horní podlaží se nevyužívalo.
Podstatským z Prusinovic zámek patřil až do roku 1904, kdy jej koupila olomoucká kapitula, a v roce 1930 se majitelem stalo město Moravská Ostrava. Koncem druhé světové války byla dělostřelbou zničena cibulová střecha na věži, nahrazená při opravě jednoduchou stanovou střechou. Velké stavební práce na zámku proběhly po roce 1952. Při nich zanikla většina záklopových stropů, omítek, odstraněny byly cihelné dlažby a kočičí hlavy z nádvoří. Barokní krov, ačkoliv jej bylo možné opravit, byl stržen a nahrazen novým.
V roce 2019 byla dokončena rozsáhlá rekonstrukce zámku, během níž byly obnoveny střechy (včetně nové cibulové střechy věže), interiéry, nádvorní arkády i sgrafitové omítky fasád. Zároveň byl objeven záklopový strop ve věži, pískovcové schodiště překryté betonovými stupni a několik do té doby neznámých prevétů.

## Stavební podoba
Zámek má přibližně čtvercový půdorys, z něhož na jihovýchodní straně vystupuje hranolová branská věž. Čtyři křídla obklopují nevelké nádvoří s arkádami. Převládajícím stavebním materiálem je hrubozrnný pískovec, ale v nejvyšším podlaží byly použity ve větší míře také cihly. Částečně dochovaný příkop je překlenut kamenným mostem z osmnáctého století. Nad bosovaným portálem jsou umístěny erby Syrakovských z Pěrkova a Kateřiny Petřvaldské.
V nejnižší úrovni se nachází pětice valeně klenutých renesančních sklepů a jeden velký sklep zaklenutý na střední pilíř s lunetami. Portál vede do síně s valenou klenbou, lunetami a hřebínky lemovanými oblouny. Ze síně pokračují vrata na nádvoří, dva portálky do sousedních místností a zalamované schodiště do síně v prvním patře. Kromě síně je v přízemí jedenáct místností, které sloužily administrativním a hospodářským potřebám zámku. Většina z nich je klenutá valenou klenbou a přístupná portálky z nádvorní arkádové chodby.
Síň v prvním patře umožňovala vstup do malé věžní místnosti, arkádové chodby, jídelny a na protější straně do pokojů, řazených za sebou ve stylu enfilády. Původně měly trámové záklopové stropy a některé byly navíc přístupné z arkádové chodby pískovcovými portálky.
Ctibor Syrakovský nechal zvýšit horní polopatro a na věži přistavět další patro zděné z cihel a hrázděné nejvyšší patro. Zvýšení budovy mu umožnilo vybudovat reprezentativní a hospodářské prostory. Hlavní z nich byl velký sál s dvojicí postranních místností, přístupný trojicí portálků z arkádové chodby a vytápěný dvěma krby. V protějším traktu vznikla sýpka.

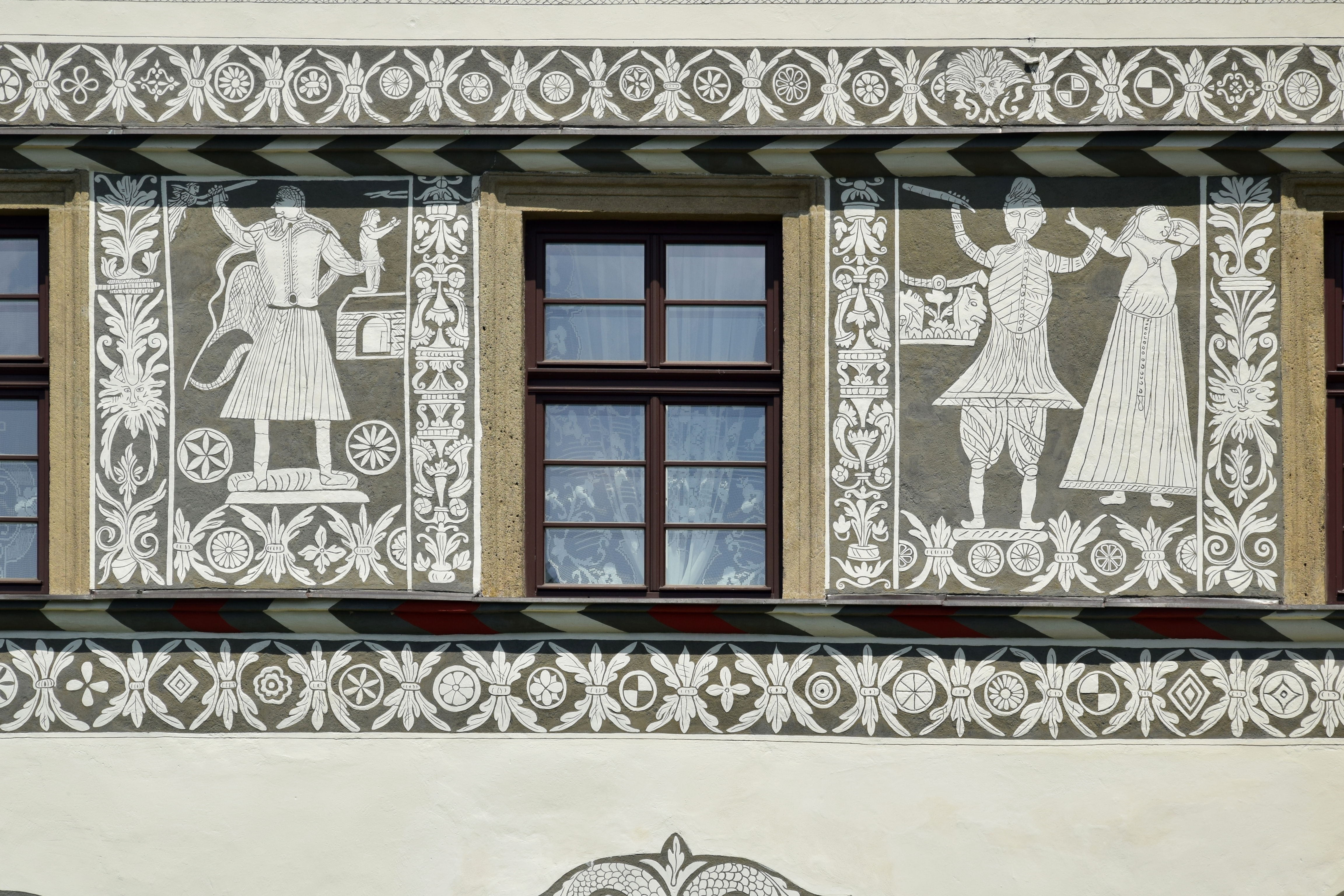
Sgrafitová výzdoba hlavního průčelí

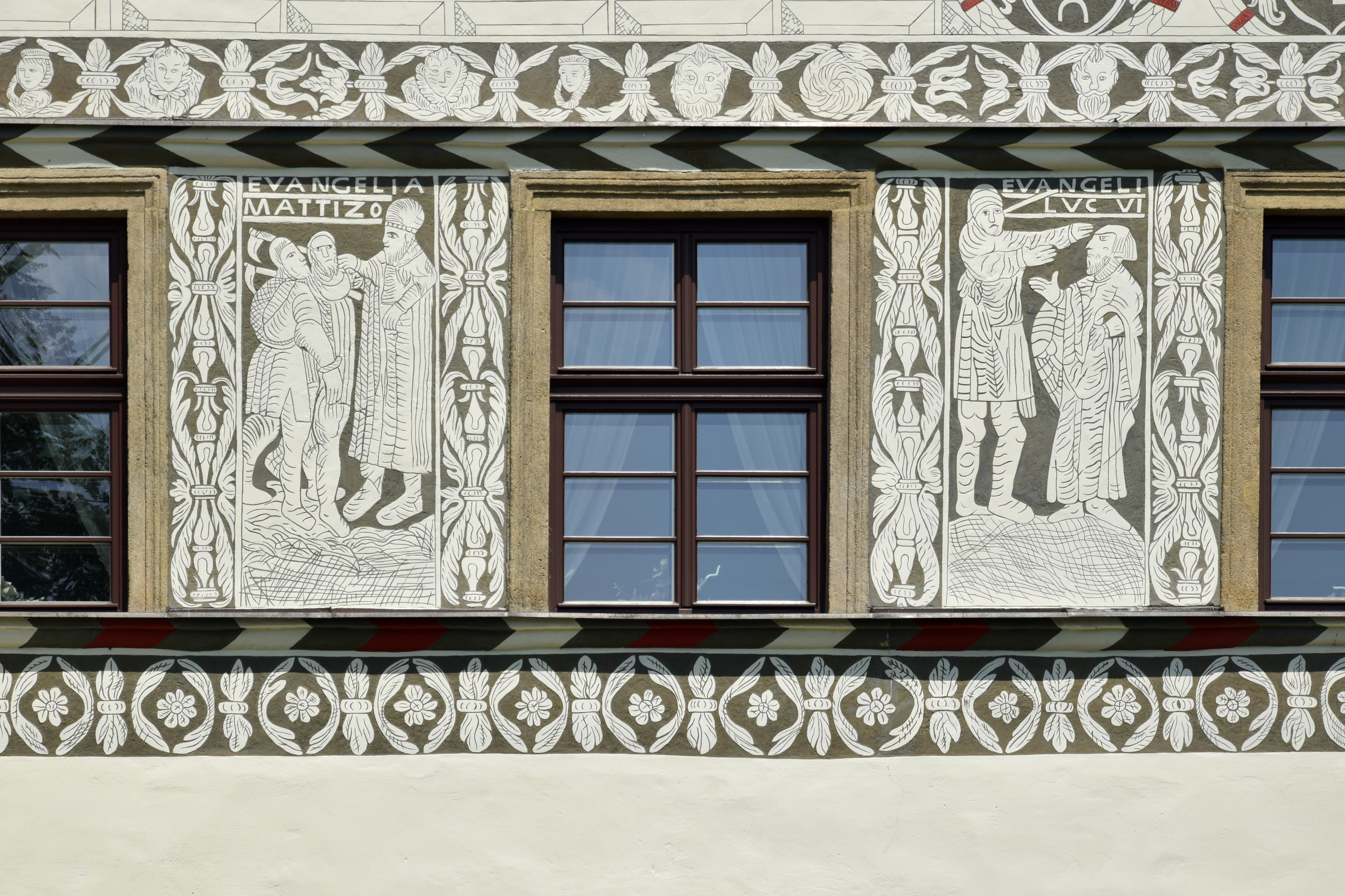
Sgrafitová výzdoba hlavního průčelí

Při rekonstrukci na začátku 21. století bylo v síle obvodového zdiva objeveno devět prevétů, využívaných ještě v devatenáctém století. Splašky z nich byly odváděny zděnou šachticí do kanalizace lemující obvod stavby. Vysoký počet prevétů svědčí o vysoké úrovni hygieny, nezvyklé pro dobu šestnáctého století. Dobrý stav dvou prevétů umožnil jejich rekonstrukci.

### Sgrafitová výzdoba
Sgrafitová výzdoba fasád vznikla v první stavební fázi a při zvýšení budovy tak zanikla část figurálních sgrafit ve druhém podlaží. Většinu fasády pokrývá prostá obdélníková bosáž se šrafováním a figurální motivy byly ve větší míře zobrazeny jen na pohledově exponovaných stranách.
Většina motivů sgrafit vychází ze Starého a Nového zákona, např. je zobrazeno Obětování Izáka nebo motiv Ježíše napomínajícího k dobrým skutkům. Velká část výjevů také odkazuje na boje s Turky a je snad inspirovaná příměřím uzavřeným roku 1568 v Adrianopoli. Zobrazeny jsou triumfální scény, opakuje se motiv sultána a pouze jednou se objevuje výjev useknuté hlavy.